# LaNada War Jack
LaNada War Jack (con nombre de nacimiento LaNada Vernae Boyer, 1947), también conocida como LaNada Boyer y LaNada Means, es una escritora y activista estadounidense. Fue la primera estudiante nativa americana admitida en la Universidad de California en Berkeley en 1968. Lideró la campaña para crear la Organización de Estudiantes Nativos Americanos y se convirtió en su presidenta. Como líder de la Huelga del Tercer Mundo en UC Berkeley en 1969, fue arrestada pero logró la aprobación para que se incluyeran los primeros cursos de estudios étnicos en el plan de estudios de la universidad. Unos meses después, se convirtió en una de las organizadoras de la Ocupación de Alcatraz en 1969. Después de la ocupación, se licenció en la Universidad de California, Berkeley y luego estudió derecho en la Facultad de Derecho de Antioch en Washington D. C. Mientras estuvo en Washington, participó en la toma de posesión de la recién creada oficina de la Oficina de Asuntos Indígenas en 1972.
Al regresar a Idaho en 1974, War Jack (entonces conocida como Boyer) se involucró en la política tribal y tuvo un mandato de dos años en las tribus Shoshone-Bannock de la Reserva Fort Hall del Consejo Tribal de Idaho. En 1979, se mudó a Nevada y gestionó un rancho cerca de Wadsworth, obteniendo la certificación en permacultura del Instituto de Permacultura en Tagari Garden Farm, cerca de Sisters Creek, Tasmania. Junto con su esposo, Gus James, un paiute del norte, trabajó en la preservación de los recursos naturales para el uso de los indios americanos. Cuando se divorciaron a principios de la década de 1990, ella regresó a Idaho y obtuvo una maestría en administración pública y un doctorado en ciencias políticas de la Universidad Estatal de Idaho. Durante tres años fue Directora Ejecutiva de las Tribus Shoshone Bannock. Sigue con su activismo en favor de los pueblos nativos y es una profesora distinguida en laUniversidad Estatal de Boise, donde imparte cursos de derecho y gobernanza de derecho nativo.

## Biografía
LaNada Vernae Boyer nació en 1947 en la reserva india de Fort Hall en el condado de Bingham, Idaho, de Olive May (de soltera Burns) y de Edward Queep Boyer. Su madre era una veterana de la Segunda Guerra Mundial y había trabajado como soldadora en el astillero de Vancouver antes de regresar a la reserva para criar a su familia. Por parte materna, sus abuelos eran Edith (de soltera Bartlett), una maestra descendiente de Teash Ocean, y John Burns, hijo del jefe de Bannock, Tahgee. Su padre también sirvió en la Marina de los Estados Unidos en Vancouver y luego se convirtió en miembro del consejo y presidente de las tribus Shoshone-Bannock de la reserva Fort Hall de Idaho durante el período de terminación de mediados de los 40s a mediados de los 60s del s. XX, en el que se trató de asimilar a los nativos estadounidenses en la población mayoritaria. Representó a la tribu en sus reclamaciones territoriales y testificó ante el Congreso de los Estados Unidos sobre derechos civiles, educación y derechos de agua en la década de 1960. En la década de 1970, fundó el Proyecto de Investigación Legal Shoshone-Bannock para continuar la protección cultural y cívica de los indios americanos. Era descendiente del jefe de guerra Tah mon mah.
Boyer fue a la escuela en la reserva y luego en el sistema de internados para indios americanos. Era buena estudiante, pero la expulsaban con frecuencia y tuvo que cambiar de escuela por sus denuncias sobre las instituciones. "Se pegaba a los niños por hablar su lengua nativa, por practicar su cultura y por seguir su propia religión". En 1965, como no había trabajo en la reserva, Boyer se trasladó a San Francisco, a través del programa de reubicación del gobierno estadounidense. Se casó con Theodore L. Means. La pareja tuvo dos hijos, y se divorció en 1967. En enero de 1968, Boyer se matriculó en la Universidad de California en Berkeley, convirtiéndose en la primera estudiante nativa estadounidense admitida en la institución. Participó activamente en la política estudiantil y lideró la creación de la Organización de Estudiantes Nativos Americanos del campus, de la que llegó a ser presidenta.

## Activismo estudiantil (1969-1973)
En enero de 1969, Boyer se involucró en la huelga del Tercer Mundo, que exigía que la universidad incluyera la historia de comunidades de color en sus planes de estudio, y que la asignatura fuera impartida por personas de color. Unió a estudiantes de la Unión de Estudiantes Afroamericanos, la Alianza Política Asiático-Americana, la Confederación de Estudiantes México-Americanos y la Organización de Estudiantes Nativos Americanos. Boyer estuvo entre los estudiantes arrestados durante las protestas y suspendidos por su liderazgo de las manifestaciones, junto con Manuel Rubén Delgado e Ysidro Macías. En la década de los 1960, era raro que los movimientos políticos tuvieran mujeres en puestos de liderazgo y el apoyo a Boyer como líder se convirtió en un símbolo del feminismo indígena. En tres meses, las huelgas lograron un acuerdo para lanzar el primer departamento de estudios étnicos en los Estados Unidos en UC Berkeley.
Desde la ocupación de Alcatraz en 1964, la isla había sido un poderoso símbolo para los indios urbanos del área de la Bahía de San Francisco. En 1969, la Junta de Supervisores de San Francisco concedió a Lamar Hunt la aprobación preliminar para el desarrollo comercial de Alcatraz. Poco después, en octubre, ardió el Centro Indio de San Francisco, el principal lugar de reunión y centro administrativo de servicios sociales para los indios urbanos del Área de la Bahía. El Consejo Unido del Área de la Bahía propuso Alcatraz como instalación para reubicar el centro e inició planes para apoderarse de la isla. El 9 de noviembre de 1969, Boyer y Richard Oakes llevaron a otros 12 estudiantes a ocupar la isla de Alcatraz durante la noche. Al carecer de comida y refugio, se marcharon al día siguiente.
Al distanciarse de los "llamados líderes indios" de quienes se desconfiaba debido a su edad y estatus social en la sociedad, Boyer instó a los estudiantes activistas a planificar el regreso a la isla cuando John Folster, Adam Fortunate Eagle y George Woodward estuvieran fuera de la ciudad. Los estudiantes eligieron el 20 de noviembre porque estaba previsto que los líderes estuvieran ausentes en una conferencia educativa nacional nativa. Boyer, una de las pocas que permaneció en la isla durante los 19 meses de ocupación, trajo a su hijo de 2 años, Deynon, y los domingos la abandonada para revisar su apartamento y comunicarse con sus profesores. Al elegir conscientemente traer a sus familias, los activistas esperaban transmitir la naturaleza generacional e intertribal de su lucha por los derechos indígenas. Preparó la solicitud de subvención por 300.000 dólares con el objetivo de crear una instalación cultural y universitaria en Alcatraz, y lideró durante toda la ocupación, viajando por todo Estados Unidos y hablando para conseguir apoyo para su causa. Se hizo amiga de Jane Fonda, quien la ayudó a conseguir compromisos y apariciones en televisión. La ocupación de Alcatraz se convirtió en un símbolo de la lucha de los pueblos indígenas por restablecer su identidad y dio lugar a más de 50 ocupaciones de instalaciones gubernamentales.
Cuando terminó la ocupación, Boyer completó su educación en 1971 y se graduó con honores en Derecho y Política de los Nativos Americanos. Una de los miembros fundadores del Fondo de Derechos de los Nativos Americanos, formó parte de su junta ejecutiva durante una década. Se mudó a Washington D. C. y se matriculó en la Facultad de Derecho de Antioch School of Law. En noviembre de 1972 participó (como LaNada Boyer) en la ocupación de las oficinas de la Oficina de Asuntos Indígenas. Los activistas permanecieron en el edificio durante una semana tratando de crear conciencia sobre las fallas del gobierno a la hora de atender a los indios americanos y sobre las violaciones de los tratados.

## Carrera política (1976–1990)
Boyer regresó a la reserva y, en 1974, se presentó como candidata al Consejo Tribal Shoshone-Bannock. En 1976, volvió a presentarse y consiguió un escaño en el Consejo Tribal, en el que estuvo dos años. Durante su estancia en el Consejo, la tribu mantuvo una disputa con la Power County sobre los derechos de zonificación, caza y pesca, y la representación de los residentes no nativos en el consejo tribal. La postura de Boyer era que la reserva se creó para los miembros de la tribu y debía permanecer dentro del ámbito de la ley tribal.
En 1979, Boyer se casó con Alvin Ray "Gus" James, un Paiute implicado en el litigio por los derechos sobre los recursos de la Reserva Indígena de Pyramid Lake con el gobierno federal. A principios de los ochenta, Boyer vivía en Nevada y regentaba un rancho cerca de Wadsworth, donde se dedicaron a la permacultura para su huerto ecológico. Obtuvo un Certificado en Diseño de Permacultura en 1985 en el Instituto de Permacultura de Tagari Garden Farm, cerca de Sisters Creek, Tasmania. Tuvo dos hijos más y ayudó a Gus a presionar en el caso de los derechos sobre el agua del río Truckee. También formó parte del Comité Ad Hoc para la Protección de los Derechos sobre el Agua de los Indígenas y representó a la organización en reuniones públicas sobre la legislación propuesta. En 1986, la pareja divulgó una petición para rechazar un proyecto de ley que compensaba a la tribu por el uso del agua, pero que no contenía disposiciones sobre los niveles adecuados del lago para el desove de los peces. Ese año, James también se presentó como candidato demócrata a la Asamblea de Nevada como representante del Distrito 34, pero fue derrotado.

## Siguiente etapa (1990 en adelante)
Boyer/James se divorció y regresó a Idaho. Se matriculó en un máster de la Universidad Estatal de Idaho y se licenció en Administración Pública. En 1997, trabajó como becaria del Congreso en Washington D. C. Continuó sus estudios y se doctoró en Ciencias Políticas en 1999, convirtiéndose en la primera persona de su tribu en obtener un doctorado. Empezó a utilizar su nombre tribal, LaNada War Jack, y fue durante tres años Directora Ejecutiva de las Tribus Shoshone Bannock. En 2002, War Jack asistió a la Cumbre de Conservación de Tierras en Epes (Alabama), que permitió a defensores y activistas compartir sus historias y consejos sobre la conservación y gestión de sus tierras. Fundó una organización sin ánimo de lucro, la Fundación Atzlana, centrada en la protección de los derechos indígenas al aire, la tierra, la pesca y el agua. War Jack ha continuado con su activismo y participó en la protesta de Standing Rock de 2016, en las celebraciones del 50 aniversario de la ocupación de Alcatraz y en las protestas contra la celebración del Día de la Raza. Además de tratar ampliamente sobre cuestiones relacionadas con los derechos de los nativos, ha enseñado Historia de los Nativos Americanos en la Universidad de Creighton y ha dado conferencias en su alma mater, la Universidad de Berkeley. Es profesora distinguida en la Universidad Estatal de Boise e imparte cursos de derecho y gobernanza nativos.

## Obra
- War Jack, LaNada (2009).  Lincoln, Kenneth, ed. Gathering Native Scholars: UCLA's Forty Years of American Indian Culture and Research. Los Angeles, California: UCLA American Indian Studies Center. ISBN 978-0-935626-61-2.
- War Jack, LaNada (October 2019). «Native Americans and the Third World Strike at UC Berkeley». Ethnic Studies Review (Tempe, Arizona: National Association for Ethnic Studies) 42 (2): 32-39. OCLC 8629669194. doi:10.1525/esr.2019.42.2.32.
- War Jack, LaNada (2019). Native Resistance: An Intergenerational Fight for Survival and Life. Brookfield, Missouri: Donning Company Publishers. ISBN 978-1-57864-875-7.[38]